# Boris Smiljanić
Boris Smiljanić (Baden, 28 settembre 1976) è un allenatore di calcio, ex calciatore e dirigente sportivo svizzero di origine croata, di ruolo difensore centrale.

## Carriera

### Club
Dopo i movimenti Juniores in club dell'hinterland zurighese, Smiljanić viene ingaggiato nel 1993 dal Grasshoppers. All'inizio fa la spola tra squadra giovanile e prima squadra, ma il suo carisma e la sua mentalità vincente vengono subito notati dall'allenatore della prima squadra Christian Gross, che sceglie di puntare su di lui e lo integra progressivamente e sempre più stabilmente nel gruppo dei professionisti. Il suo debutto in prima squadra è più che convincente e Gross gli affida un posto in squadra. Rimane al Grasshoppers per 10 anni, totalizzando 200 presenze in campionato, e vince da protagonista 4 campionati. Ciò gli vale anche la partecipazione a due edizioni della Champions League, nelle stagioni 1995-96 e 1996-97. Spesso indossa anche la fascia di capitano.
Al mercato invernale del 2003 Smiljanić si trasferisce al Basilea. L'allenatore dei rhenani è il suo vecchio mentore Christian Gross, che ha pensato a lui per rinforzare la difesa centrale di un Basilea che comprendeva ottimi giocatori e che stava effettuando una cavalcata storica in Champions League, contro squadre come Manchester United, Juventus e Deportivo La Coruña. Smiljanić, allettato dalla possibilità di giocare sul palcoscenico europeo e di far parte di un gruppo di grandi calciatori, accetta il trasferimento che diventa esecutivo il 20 gennaio e Gross gli affida subito una maglia da titolare. Smiljanić giocherà 106 partite di campionato in maglia rossoblù, vincendo altri due campionati (2003-04, 2004-05) e due Coppe Svizzere (2002-03, 2006-07). Nel frattempo, la strategia sportiva del Basilea evolve, si punta alla valorizzazione di giocatori sconosciuti, e Gross non conta quindi più sull'apporto di Smiljanić. Nel 2007, alla scadenza del contratto con la società basilese, torna al Grasshoppers, dove recupera la sua maglia numero 6. La prima stagione gioca titolare, il suo carisma e la sua esperienza aiutano un gruppo giovane ad ottenere buoni risultati, nei quali spicca la centesima vittoria del Grasshoppers nel derby contro lo Zurigo. La seconda annata si rivela più avara di soddisfazioni per Smiljanić a causa di ripetuti infortuni.

### Nazionale
In possesso di passaporto sia serbo che croato, Smiljanić sceglie di giocare per la nazionale Svizzera, per la quale disputa 3 gare. Debutta il 18 agosto del 1999, in un'amichevole vinta per 3-0 contro la Repubblica Ceca, sotto la commissione tecnica di Gilbert Gress. Giocherà altre due partite sotto la guida del medesimo Gress, prima di venire estromesso dal nuovo commissario tecnico Enzo Trossero. Negli ultimi anni è stato sporadicamente riconvocato nel gruppo per rimpiazzare giocatori infortunati, ma senza mai scendere in campo.

## Statistiche

### Cronologia presenze e reti in nazionale
| Cronologia completa delle presenze e delle reti in nazionale ― Svizzera | Cronologia completa delle presenze e delle reti in nazionale ― Svizzera | Cronologia completa delle presenze e delle reti in nazionale ― Svizzera | Cronologia completa delle presenze e delle reti in nazionale ― Svizzera | Cronologia completa delle presenze e delle reti in nazionale ― Svizzera | Cronologia completa delle presenze e delle reti in nazionale ― Svizzera | Cronologia completa delle presenze e delle reti in nazionale ― Svizzera | Cronologia completa delle presenze e delle reti in nazionale ― Svizzera |
| Data                                                                    | Città                                                                   | In casa                                                                 | Risultato                                                               | Ospiti                                                                  | Competizione                                                            | Reti                                                                    | Note                                                                    |
| ----------------------------------------------------------------------- | ----------------------------------------------------------------------- | ----------------------------------------------------------------------- | ----------------------------------------------------------------------- | ----------------------------------------------------------------------- | ----------------------------------------------------------------------- | ----------------------------------------------------------------------- | ----------------------------------------------------------------------- |
| 18-8-1999                                                               | Drnovice                                                                | Rep. Ceca                                                               | 3 – 0                                                                   | Svizzera                                                                | Amichevole                                                              | -                                                                       | 78’                                                                     |
| 17-8-2005                                                               | Oslo                                                                    | Norvegia                                                                | 0 – 2                                                                   | Svizzera                                                                | Amichevole                                                              | -                                                                       | 87’                                                                     |
| 1-3-2006                                                                | Glasgow                                                                 | Scozia                                                                  | 1 – 3                                                                   | Svizzera                                                                | Amichevole                                                              | -                                                                       | 73’                                                                     |
| Totale                                                                  |                                                                         | Presenze                                                                | 3                                                                       |                                                                         | Reti                                                                    | 0                                                                       |                                                                         |

## Palmarès

### Giocatore

#### Competizioni nazionali
- Campionato svizzero: 6

Grasshoppers: 1994-1995, 1995-1996, 1997-1998, 2000-2001
Basilea: 2003-2004, 2004-2005
- Coppa Svizzera: 3

Grasshoppers: 1993-1994
Basilea: 2002-2003, 2006-2007

#### Competizioni internazionali
- Coppa Piano Karl Rappan: 1

Grasshoppers: 1994